# محمدآباد سعیدآباد
محمدآباد سعیدآباد یا محمدآباد صدری روستایی در دهستان علی‌آباد بخش مرکزی شهرستان تفت استان یزد ایران است.

## جمعیت
بر پایه سرشماری عمومی نفوس و مسکن در سال ۱۳۹۵ جمعیت این روستا ۸۰ نفر (۲۹خانوار) بوده‌است.